# Stewart Jump
Stewart Jump (Crumpsall, 27 gennaio 1952) è un ex calciatore inglese, di ruolo difensore.

## Carriera
Dopo aver giocato nelle giovanili dello Stoke City, club della prima divisione inglese, esordisce in primma squadra all'età di 18 anni, realizzando una rete in 12 partite nella First Division 1970-1971; nelle due stagioni successive gioca invece rispettivamente 19 e 10 partite nella prima divisione inglese, nella quale gioca poi anche ulteriori 3 incontri nella prima parte della stagione 1973-1974 (per un totale di 44 presenze ed una rete in questa categoria) prima di trasferirsi in seconda divisione al Crystal Palace, con cui conclude questa stagione, nella quale realizza una rete in 22 presenze, con una retrocessione in terza divisione, categoria in cui successivamente gioca nella stagione 1974-1975.
Tra il 1975 ed il 1978 si alterna tra periodi in prestito ai T.B. Rowdies della NASL (con cui sia nel 1975 che nel 1976 viene nominato tra i NASL All-Stars, vincendo anche il campionato 1975, in cui viene nominato MVP del Soccer Bowl) e periodi in cui gioca in terza divisione al Crystal Palace (fa eccezione un breve periodo in prestito al Fulham, con cui nella parte finale della stagione 1976-1977 gioca 3 partite in seconda divisione). Nel 1976, durante uno dei suoi periodi di militanza nella NASL, partecipa anche al Torneo del Bicentenario giocando nel Team America. Dal 1978 al 1981 gioca invece nuovamente nella NASL, prima agli Houston Hurricane e successivamente ai Minnesota Kicks.

## Palmarès

### Club

#### Competizioni nazionali
- Campionato NASL: 1

Tampa Bay Rowdies: 1975

### Individuale
- MVP del Soccer Bowl: 1

1975